# Liam Cosgrave

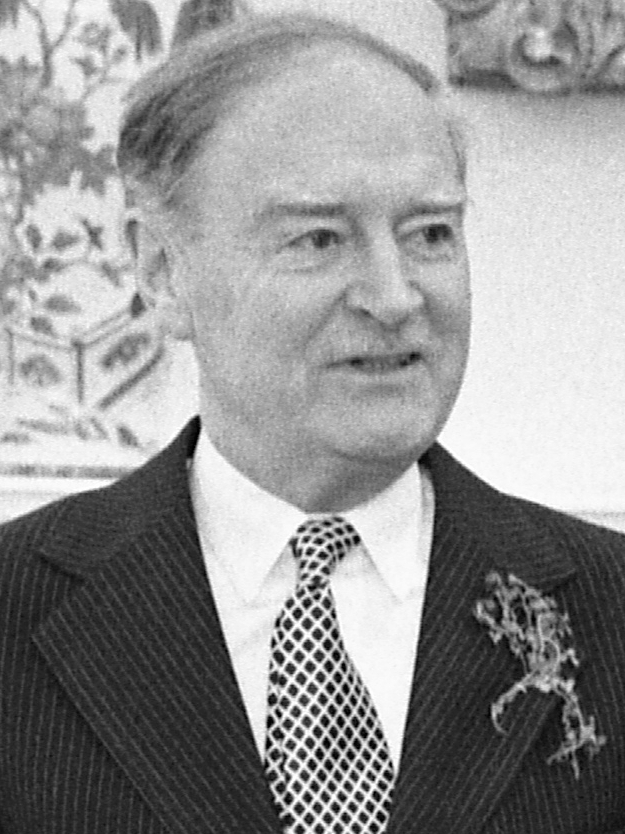
Liam Cosgrave (1976)

Liam Cosgrave (irisch: Liam Mac Cosgair; * 13. April 1920 in Templeogue, County Dublin; † 4. Oktober 2017 in Dublin) war ein irischer Politiker der Fine Gael. Er war der Sohn von William Thomas Cosgrave, dem ersten Präsidenten des Exekutivrates des irischen Freistaats. Von 1965 bis 1977 amtierte er als Führer der Fine Gael und war zudem von 1954 bis 1957 Außenminister sowie von 1973 bis 1977 Taoiseach (Regierungschef der Regierung Liam Cosgrave).